# South Cle Elum
South Cle Elum ist eine Kleinstadt (Town) im Kittitas County im US-Bundesstaat Washington. Das U.S. Census Bureau hat bei der Volkszählung 2020 eine Einwohnerzahl von 559 ermittelt.

## Geschichte
1909 wählte die Chicago, Milwaukee & Puget Sound Railway Cle Elum als größeren Bahnhof zwischen den Küstenbahnhöfen und denen des Columbia-Gebietes für die künftigen transkontinentalen Transportwege aus. Als die Eisenbahngesellschaft beschloss, den Verkehr der Hauptlinie bis eine Meile südlich von Cle Elum zu führen, wurde ein Kataster für South Cle Elum aufgestellt, um es als Gemeinde anerkennen lassen zu können. Neben dem Bahnhof wurden auch Einrichtungen zur Unterhaltung der Verkehrsanlagen und -maschinen und eine Arbeiterunterkunft errichtet. South Cle Elum wurde am 28. August 1911 offiziell als Gemeinde anerkannt.

## Geographie
Nach dem United States Census Bureau nimmt die Stadt eine Gesamtfläche von 1,01 km² ein, worunter keine Wasserflächen sind.

### Nachbargemeinden
| Ronald Roslyn | Cle Elum                                    |       |
|               | Kompassrose, die auf Nachbargemeinden zeigt |       |
|               |                                             | Thorp |

### Klima
|                        | Jan    | Feb    | Mär    | Apr    | Mai   | Jun   | Jul   | Aug   | Sep   | Okt    | Nov    | Dez    |   |        |
| Mittl. Temperatur (°C) | −1,11  | 0,28   | 4,44   | 7,50   | 11,67 | 15,00 | 19,17 | 18,89 | 14,44 | 7,78   | 2,22   | −2,50  | ⌀ | 8,2    |
| Mittl. Tagesmax. (°C)  | 18,33  | 20,56  | 35,00  | 35,56  | 37,22 | 37,78 | 40,56 | 40,56 | 36,67 | 35,56  | 20,00  | 18,89  | ⌀ | 31,5   |
| Mittl. Tagesmin. (°C)  | −36,11 | −34,44 | −17,78 | −11,11 | −7,22 | −3,33 | −1,11 | −1,11 | −6,11 | −12,22 | −25,56 | −35,00 | ⌀ | −15,8  |
|                        |        |        |        |        |       |       |       |       |       |        |        |        |   |        |
| Niederschlag (mm)      | 75,69  | 67,56  | 50,29  | 27,18  | 29,21 | 22,61 | 14,99 | 12,70 | 20,57 | 48,51  | 109,47 | 88,90  | Σ | 567,68 |
|                        |        |        |        |        |       |       |       |       |       |        |        |        |   |        |
| Regentage (d)          | 12     | 9      | 9      | 8      | 10    | 10    | 5     | 5     | 6     | 9      | 12     | 12     | Σ | 107    |

| −36,11 |

| −34,44 |

| −17,78 |

| −11,11 |

| −7,22 |

| −3,33 |

| −1,11 |

| −1,11 |

| −6,11 |

| −12,22 |

| −25,56 |

| −35,00 |

| −36,11 |

| −34,44 |

| −17,78 |

| −11,11 |

| −7,22 |

| −3,33 |

| −1,11 |

| −1,11 |

| −6,11 |

| −12,22 |

| −25,56 |

| −35,00 |

## Demographie
| Jahr | Einwohner¹ |
| ---- | ---------- |
| 1920 | 587        |
| 1930 | 338        |
| 1940 | 340        |
| 1950 | 442        |
| 1960 | 383        |
| 1970 | 374        |
| 1980 | 449        |
| 1990 | 457        |
| 2000 | 457        |
| 2010 | 532        |
| 2020 | 559        |

¹ 1920–2020: Volkszählungsergebnisse

### Census 2000
Nach der Volkszählung von 2000 gab es in South Cle Elum 457 Einwohner, 185 Haushalte und 123 Familien. Die Bevölkerungsdichte betrug 420,1 pro km². Es gab 210 Wohneinheiten bei einer mittleren Dichte von 193,1 pro km².
Die Bevölkerung bestand zu 94,09 % aus Weißen, zu 1,31 % aus Indianern, zu 0,22 % aus Asiaten, zu 2,41 % aus anderen „Rassen“ und zu 1,97 % aus zwei oder mehr „Rassen“. Hispanics oder Latinos „jeglicher Rasse“ bildeten 4,38 % der Bevölkerung.
Von den 185 Haushalten beherbergten 35,1 % Kinder unter 18 Jahren, 54,6 % wurden von zusammen lebenden verheirateten Paaren, 7,6 % von alleinerziehenden Müttern geführt; 33,5 % waren Nicht-Familien. 29,7 % der Haushalte waren Singles und 15,1 % waren alleinstehende über 65-jährige Personen. Die durchschnittliche Haushaltsgröße betrug 2,47 und die durchschnittliche Familiengröße 3,03 Personen. Der Median des Alters in der Stadt betrug 38 Jahre. 29,5 % der Einwohner waren unter 18, 3,3 % zwischen 18 und 24, 30 % zwischen 25 und 44, 22,5 % zwischen 45 und 64 und 14,7 65 Jahre oder älter. Auf 100 Frauen kamen 103,1 Männer, bei den über 18-Jährigen waren es 96,3 Männer auf 100 Frauen.
Alle Angaben zum mittleren Einkommen beziehen sich auf den Median. Das mittlere Haushaltseinkommen betrug 45.833 US$, in den Familien waren es 53.750 US$. Männer hatten ein mittleres Einkommen von 35.625 US$ gegenüber 21.625 US$ bei Frauen. Das Pro-Kopf-Einkommen betrug 22.375 US$. Etwa 8,1 % der Familien und 6,6 % der Gesamtbevölkerung lebte unterhalb der Armutsgrenze; das betraf 3,9 % der unter 18-Jährigen und 7,6 % der über 65-Jährigen.

### Census 2010
Nach der Volkszählung von 2010 gab es in South Cle Elum 532 Einwohner, 235 Haushalte und 145 Familien. Die Bevölkerungsdichte betrug 526,7 pro km². Es gab 271 Wohneinheiten bei einer mittleren Dichte von 268,3 pro km².
Die Bevölkerung bestand zu 93,2 % aus Weißen, zu 0,4 % aus Afroamerikanern, zu 1,5 % aus Indianern, zu 0,8 % aus Asiaten, zu 1,5 % aus anderen „Rassen“ und zu 2,6 % aus zwei oder mehr „Rassen“. Hispanics oder Latinos „jeglicher Rasse“ bildeten 5,1 % der Bevölkerung.
Von den 235 Haushalten beherbergten 28,5 % Kinder unter 18 Jahren, 49,8 % wurden von zusammen lebenden verheirateten Paaren, 8,9 % von alleinerziehenden Müttern und 3 % von alleinstehenden Vätern geführt; 38,3 % waren Nicht-Familien. 30,2 % der Haushalte waren Singles und 11,5 % waren alleinstehende über 65-jährige Personen. Die durchschnittliche Haushaltsgröße betrug 2,26 und die durchschnittliche Familiengröße 2,8 Personen.
Der Median des Alters in der Stadt betrug 42,8 Jahre. 21,2 % der Einwohner waren unter 18, 8 % zwischen 18 und 24, 24 % zwischen 25 und 44, 28,3 % zwischen 45 und 64 und 18,6 65 Jahre oder älter. Von den Einwohnern waren 49,6 % Männer und 50,4 % Frauen.

## Sehenswürdigkeiten in South Cle Elum
- South Cle Elum Yard: Dieser Bahnhof, ursprünglich 1909 erbaut, wurde restauriert und beherbergt heute ein Museum mit Eisenbahn-Devotionalien. Der Arbeitsplatz des Telegrafisten und seine Arbeitswerkzeuge sind aufgebaut, um den Besuchern einen Eindruck von der damaligen Kommunikation zu geben. Es gibt auch ein Café mit der Ausstattung einer „Beanery“ (einer Art billigem Restaurant), wo früher Eisenbahner ihre Mahlzeiten einnahmen.
- Der Iron Horse State Park: Diese Stätte, an der früher die Milwaukee Railroad Wegerecht besaß, dient heute als Wander-, Skiläufer- und Reiterpfad. Ein Lehrpfad in der Nähe des früheren Bahnhofs zeigt die Orte wichtiger Gebäude und Einrichtungen wie den Lokschuppen. An der Abfahrt #84 der I-90 muss man den Hinweisschildern nach South Cle Elum folgen; einmal in der Stadt angekommen, sind Parkflächen ausgeschildert.
- Früheres Milwaukee Road Bunkhouse: Heute ein B&B.

## Persönlichkeiten
- Douglas Albert Munro (1919–1942), der erste und bisher einzige Angehörige der U.S. Coast Guard, der mit der Medal of Honor ausgezeichnet wurde
- Die Familie Smith von S & S Logging, Stars der Reality-TV-Serie Ax Men auf dem History Channel im US-Fernsehen, wohnen in South Cle Elum.